# FC Kössen
FC Kössen este un club de fotbal din Kössen, Austria ce evolueaza în divizia 1. Klasse Ost.